# Novo Čiče
Novo Čiče – wieś w Chorwacji, w żupanii zagrzebskiej, w mieście Velika Gorica. W 2011 roku liczyła 1255 mieszkańców.